# Saint-Paul-de-Baïse
Saint-Paul-de-Baïse é uma comuna francesa na região administrativa de Occitânia, no departamento de Gers. Estende-se por uma área de 10,1 km². Em 2010 a comuna tinha 107 habitantes (densidade: 10,6 hab./km²).